# محله هوایی فریژر لیک
محله هوایی فریژر لیک (به انگلیسی: Frazier Lake Airpark) یک فرودگاه همگانی است که یک باند فرود چمن دارد و طول باند آن ۷۶۲ متر است. این فرودگاه در کشور ایالات متحده آمریکا قرار دارد و در ارتفاع ۴۶ متری از سطح دریا واقع شده است.